# Assurance de personnes
Pour les articles homonymes, voir Protection individuelle et ADP.
L'assurance de personnes (ADP) est une assurance qui couvre des personnes physiques contre les accidents corporels, l'invalidité, la maladie, le décès. On peut y inclure aussi l'assistance voyage... 
Elle est souscrite soit à titre individuel, soit à titre collectif (assurance-groupe).

## Droit français
On distingue fréquemment :
- la Prévoyance (risque décès, indemnités journalières, rente éducation, de conjoint, garantie emprunteur...) ;
- l'assurance Santé aussi appelée Assurance maladie, généralement segmentée en France en :
  - assurance maladie obligatoire (la sécurité sociale) ;
  - assurance maladie complémentaire (les Mutuelles, Institutions de Prévoyance ou Assureurs).

### Assurance de personnes à l'étranger
Le régime de Sécurité sociale français marque, pour les Français allant vivre et travailler à l’étranger, une distinction de statuts.

## Droit québécois
En droit québécois, les règles spécifiques à l'assurance de personnes sont énoncées de l'article 2415 à l'article 2462 du Code civil du Québec.